# Ernest Gruening

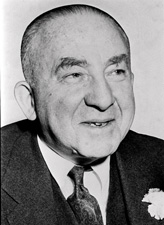
Ernest Henry Gruening

Ernest Henry Gruening (* 6. Februar 1887 in New York City; † 26. Juni 1974 in Washington, D.C.) war ein US-amerikanischer Politiker (Demokratische Partei) und von 1939 bis 1953 Gouverneur des Alaska-Territoriums sowie von 1959 bis 1969 US-Senator für den Bundesstaat Alaska.

## Frühe Jahre
Gruening graduierte 1907 an der Harvard University und 1912 an der Harvard Medical School. Anschließend wendete er sich von der Medizin ab und widmete sich dem Journalismus. Anfangs arbeitete er 1912 als Reporter für den Boston American, wechselte dann in die Redaktion und arbeitete später als rewrite man für den Boston Evening Herald, wobei er von 1912 bis 1913 als editorial writer tätig war. In den nachfolgenden vier Jahren war Gruening als leitender Redakteur (managing editor) zuerst beim Boston Evening Traveler und danach bei der New York Tribune tätig. Nach dem Ersten Weltkrieg war Gruening von 1920 bis 1923 als Redakteur von The Nation sowie von 1932 bis 1933 bei der New York Post beschäftigt.

## Politische Laufbahn
Fasziniert von der New-Deal-Politik, entschloss sich Gruening eine politische Laufbahn einzuschlagen. Er wurde 1933 als US-Delegierter des 7. Inter-American Conference eingesetzt, war dann von 1934 bis 1939 Direktor der Division of Territories and Island Possessions of the Department of the Interior, sowie von 1935 bis 1937 Verwalter der Puerto Rico Reconstruction. Anschließend wechselte er zur Alaska International Highway Commission, wo er von 1938 bis 1942 tätig war. 1939 wurde er zum Gouverneur des Alaska-Territoriums berufen, ein Amt, das er die nächsten 14 Jahre innehatte. Ferner war er ein Delegierter zu den Democratic National Conventions der Jahre 1952, 1956 und 1960.
Vor der Aufnahme von Alaska als 49. Bundesstaat am 3. Januar 1959 in die Union, wurde Gruening 1958 in den US-Senat gewählt, wo er die nächsten zehn Jahre verblieb. Gruenings namhafteste Handlung als Senator war es, gegen die Tonkin-Resolution zu stimmen, welche den Vietnamkrieg einleitete. Er und Wayne Morse aus Oregon waren die einzigen Senatoren, die dies taten. Er war auch für die Einführung der bedeutenden Kongressresolution zu Etablierung der landesweiten 911-Notrufnummer verantwortlich.
Gruening wurde 1968 bei seiner erneuten Kandidatur für eine Wiederwahl zum Senat durch Mike Gravel geschlagen. Gravel besiegte Gruening in den demokratischen Vorwahlen, woraufhin Gruening bei den Parlamentswahlen als Unabhängiger antrat und den dritten Platz belegte. Er blieb politisch aktiv, war Präsident einer Investmentfirma, sowie als Berater in Rechtsfragen tätig.

## Ehrungen
Das Ernest Gruening Building, ein Schulgebäude an dem University of Alaska Fairbanks Campus, wurde nach ihm benannt. 1977 spendete Alaska eine Statue von Ernest Gruening an die United States Capitol's National Statuary Hall Collection. Die Ernest Gruening Middle School in Eagle River, Alaska wurde nach ihm benannt. Bereits seit 1947 trägt der Gruening-Gletscher in der Antarktis seinen Namen.